# Independiente Rugby Club
L'Independiente Rugby Club est un club de rugby à XV espagnol situé à Santander, fondé en 1971.

## Historique
Le club est formé en 1971, par un groupe d'amis et de collègues universitaires, et est le doyen des clubs cantabriques. 
Il évolue principalement dans les échelons inférieurs du rugby espagnol. En 2010-2011, le club obtient le titre au 3ème échelon du rugby espagnol et est promu en División de Honor B. Ce résultat attire un sponsor majeur, l'entreprise Bathco, qui va devenir sponsor titre de l'équipe. Deux ans plus tard, le club remporte la División de Honor B et obtient sa promotion en División de Honor.
Dès sa première saison dans l'élite, le club se fait remarquer. Il arrive en finale de Copa del Rey, où il s'incline face au VRAC. Le club atteint aussi les demi-finales du championnat, mais chute encore face au VRAC. 
Le club obtient encore l'accès aux demi-finales en 2016 (défaite face à El Salvador. Mais en 2016, le sponsor titre Bathco quitte l'équipe et rejoint le club rival de Santander, le Club de Rugby Santander (es). Après un an en tant que simple sponsor, Bathco devient en 2017 le sponsor titre de l'équipe, et vise à rejoindre l'élite, voulant ainsi reproduire le schéma réalisé avec l'Independiente RC. 
Le départ de Bathco est remplacé en octobre 2016 par l'entreprise Senor. Le partenariat va durer deux saisons, et au début de l'exercice 2018-2019, le club est sans sponsor titre. Finalement, quelques semaines plus tard, un partenariat est signé avec Aldro Energía. Mais ce nouveau sponsor ne va pas permettre à l'Independiente de revenir à l'avant de la scène national, et le club va alors évoluer en seconde partie de tableau, terminant 8e en 2018-2019 et 7e en 2019-2020.
Il n'est actif dans aucune catégorie lors de la saison 2023-2024, ayant décliné sa participation à la Division d'Honneur « B » pour des raisons économiques, n'ayant pas inscrit ses joueurs professionnels à la sécurité sociale et n'ayant pas payé les sommes correspondantes, ayant une dette de environ 280 000 €.

## Palmarès
- División de Honor B 2012-2013